# Jannika

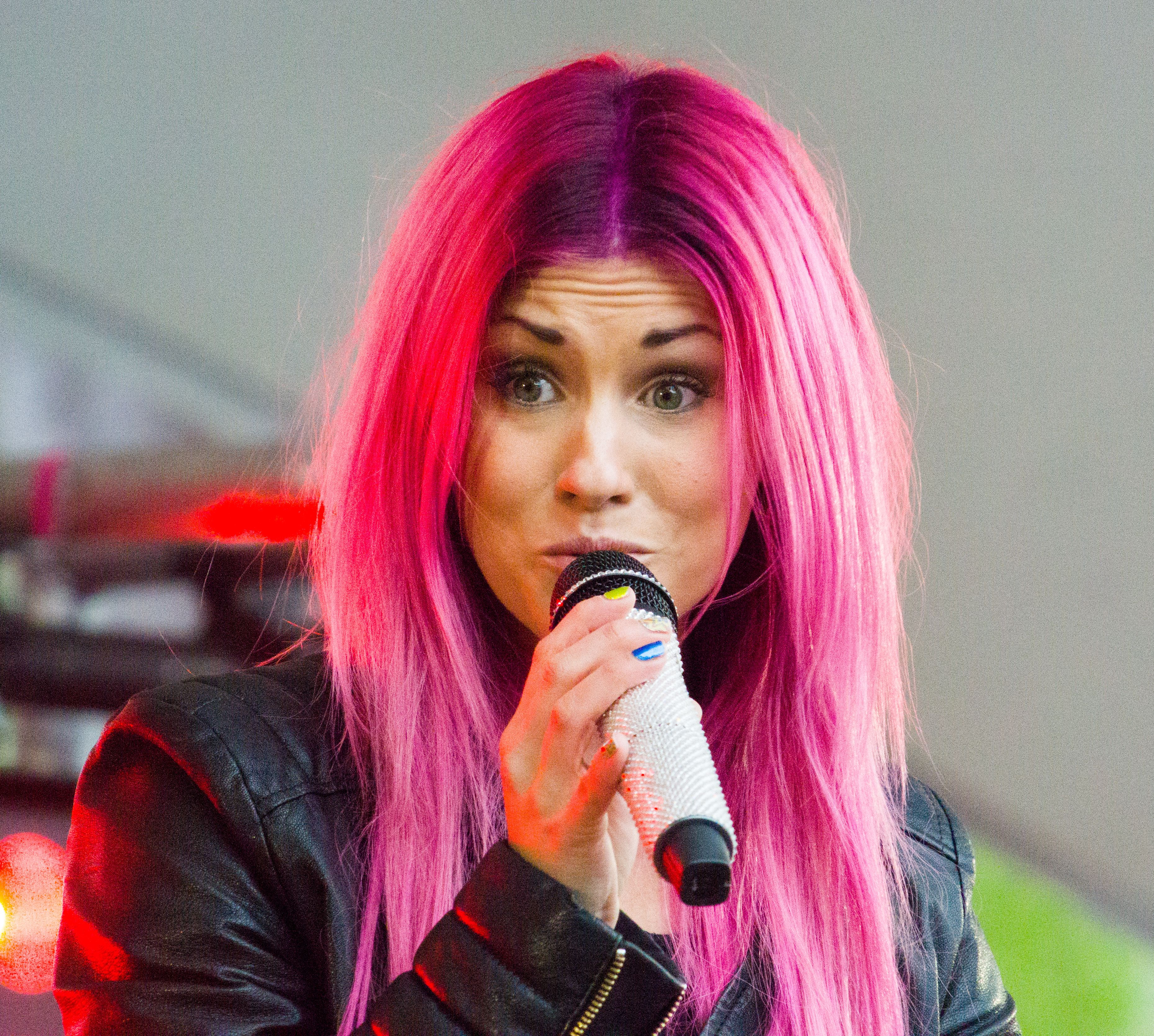
Jannika B, 2014.

Jannika, Jannica  eller Janica är ett kvinnonamn.
I Sverige finns knappt 300 personer med detta namn som stavar det Jannika och drygt 500 som stavar det Jannica.
Namnsdag saknas i Sverige, mellan 1986 och 1992 firades Jannika den 20 december tillsammans med Agda och Jan. I den finlandssvenska namnsdagslängden har Jannika namnsdag 15 november sedan 1995. Från 2015 finns också parallellformen Janica i den finlandssvenska namnsdagskalendern.

## Personer med namnet Jannika/Jannica
- Jannika B (född 1985), finlandssvensk sångerska och låtskrivare
- Jannica Olin, svensk skådespelerska